# Langtang (regio)
Langtang is een regio in Nepal ten noorden van Kathmandu en aan de grens met de Tibetaanse Autonome Regio. De regio is beschermd gebied als Langtang National Park.
In de regio is een aantal klimaatzones aanwezig, van subtropisch tot hooggebergteklimaat.

## Bevolking en toerisme
Ongeveer 4500 mensen leven in het park en een nog groter aantal is van het park afhankelijk voor brand- en timmerhout. Het merendeel van de bewoners hoort tot de etnische groep Tamang.
In het park zijn de Gosainkunda-meren die heilig zijn voor Hindoes. Er worden jaarlijks in augustus pelgrimages naartoe gehouden.
Populaire activiteiten voor toeristen zijn trektochten, klimsport en wildwater-raften.

## Fauna
Ongeveer 25% van het gebied bestaat uit bos. Er komen verschillende bomen voor, waaronder de eik, esdoorn, verschillende soorten naaldbomen en types van de rododendron.
Dieren in het gebied zijn onder meer de Aziatische zwarte beer, himalayathargeit, resusaap en kleine panda. Volgens legendes is hier meerdere malen een Yeti aangetroffen, ofwel de Verschrikkelijke sneeuwman.

## Pieken
Langtang heeft een aantal hoge bergpieken. Enkele daarvan zijn:
| Berg            | Hoogte (m) |
| --------------- | ---------- |
| Langtang Lirung | 7246       |
| Dorje Lakpa     | 6966       |
| Morimoto        | 6750       |
| Dragmarpo Ri    | 6578       |
| Kimshung        | ca. 6500   |
| Langshisha Ri   | 6427       |
| Ganchempo       | 6387       |
| Naya Kanga      | 5846       |
| Yala Peak       | 5520       |
| Surya Peak      | 5144       |
| Tsergo Ri       | ca. 5000   |

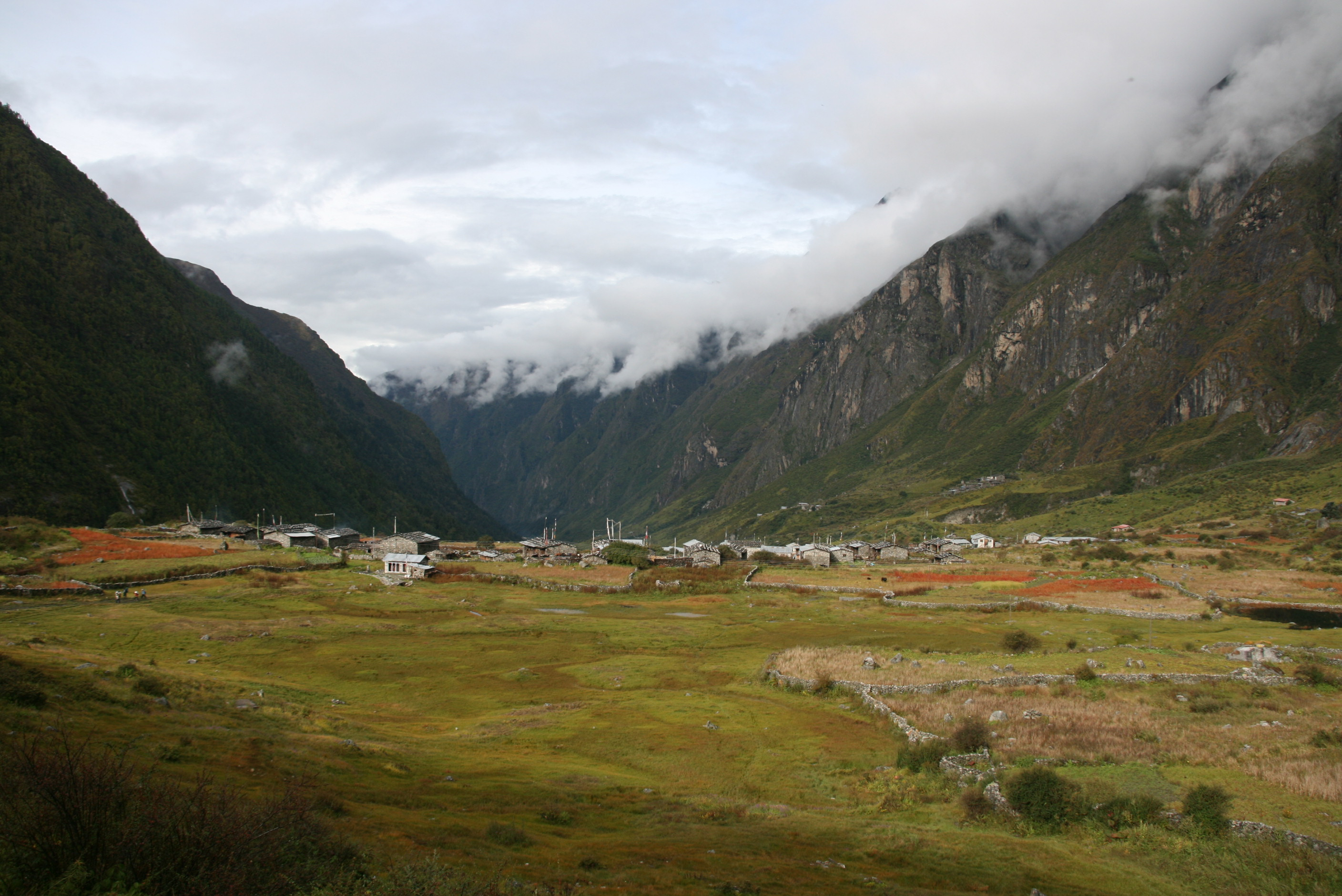
De stad Langtang
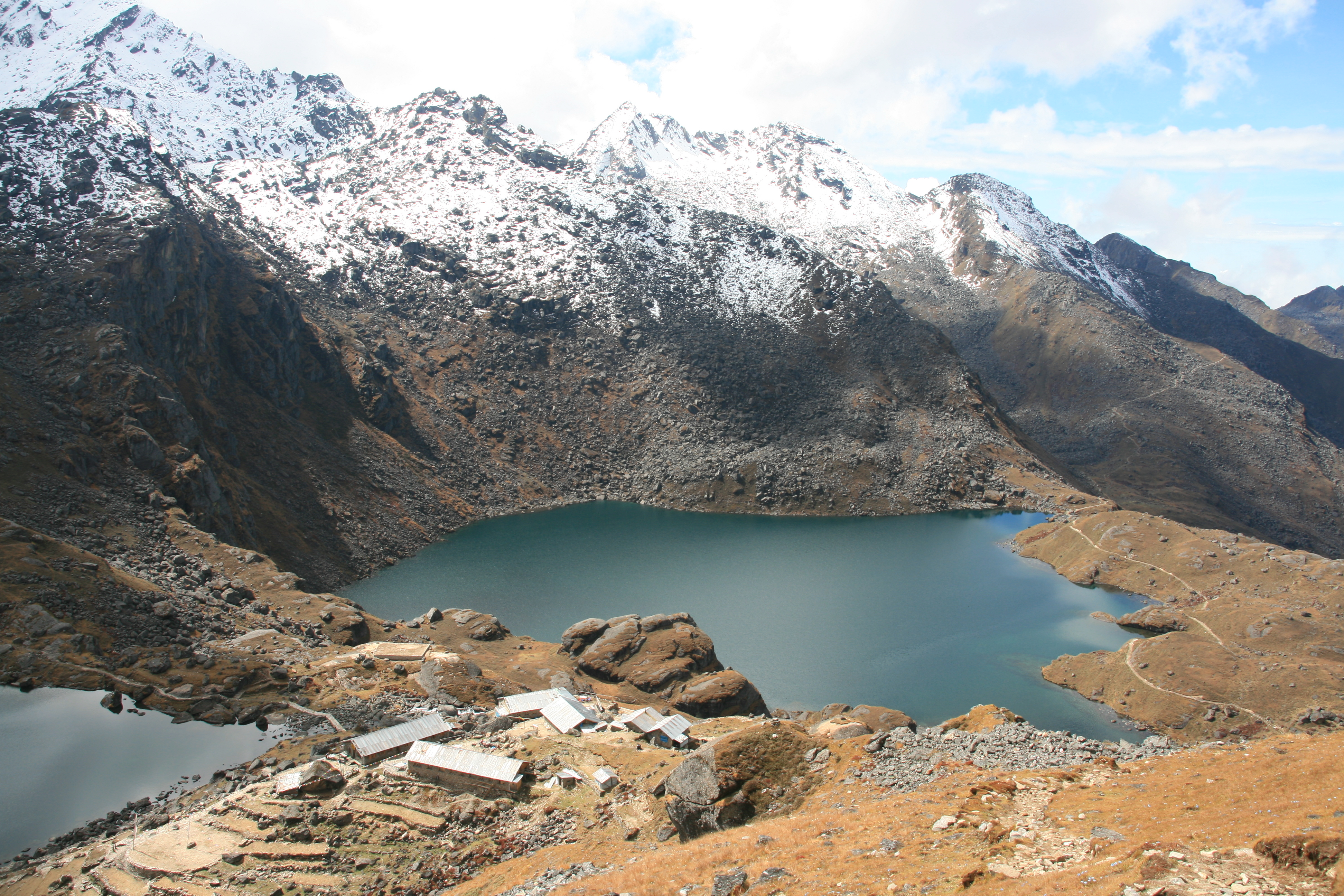
Het meer Gosainkunda